# Брва Нурі
Брва Нурі (курд. بڕوا نوری, нар. 27 січня 1987, Урмія) — іракський футболіст, півзахисник клубу «Балі Юнайтед».
Виступав, зокрема, за клуби АІК, «Далькурд» та «Естерсунд», а також національну збірну Іраку.
Володар Кубка Швеції.

## Клубна кар'єра
Народився 27 січня 1987 року в місті Урмія. Вихованець юнацьких команд футбольних клубів «Васалундс ІФ» та АІК.
У дорослому футболі дебютував 2005 року виступами за команду клубу АІК, в якій провів один сезон, взявши участь у 3 матчах чемпіонату.
Згодом з 2006 по 2008 рік грав у складі команд клубів «Отвідабергс», «Весбю Юнайтед» та «Грондальс».
Своєю грою за останню команду привернув увагу представників тренерського штабу клубу «Далькурд», до складу якого приєднався 2009 року. Відіграв за команду з Бурленге наступні чотири сезони своєї ігрової кар'єри. Більшість часу, проведеного у складі «Далькурда», був основним гравцем команди.
2014 року уклав контракт з клубом «Естерсунд», у складі якого провів наступні чотири роки своєї кар'єри гравця. Граючи у складі «Естерсунда» також здебільшого виходив на поле в основному складі команди.
До складу клубу «Балі Юнайтед» приєднався 2018 року. Станом на 9 лютого 2019 року відіграв за індонезійський клуб 13 матчів в національному чемпіонаті.

## Статистика виступів

### Статистика клубних виступів
| Клуб                     | Сезон              | Дивізіон           | Ліга | Ліга  | КШ   | КШ    | ЛЄ   | ЛЄ    | Загалом | Загалом |
| Клуб                     | Сезон              | Дивізіон           | Ігор | Голів | Ігор | Голів | Ігор | Голів | Ігор    | Голів   |
| ------------------------ | ------------------ | ------------------ | ---- | ----- | ---- | ----- | ---- | ----- | ------- | ------- |
| «Отвідабергс» (оренда)   | 2006               | Супереттан         | 5    | 1     | 0    | 0     | 2    | 0     | 7       | 1       |
| «Весбю Юнайтед» (оренда) | 2007               | Дивізіон 1         | 22   | 2     | 0    | 0     | 0    | 0     | 22      | 2       |
| «Весбю Юнайтед» (оренда) | 2008               | Супереттан         | 8    | 0     | 0    | 0     | 0    | 0     | 8       | 0       |
| «Грондальс» (оренда)     | 2008               | Дивізіон 1         | 10   | 2     | 0    | 0     | 0    | 0     | 10      | 2       |
| «Далькурд»               | 2009               | Дивізіон 2         | 20   | 9     | 0    | 0     | 0    | 0     | 20      | 9       |
| «Далькурд»               | 2010               | Дивізіон 1         | 26   | 10    | 1    | 0     | 0    | 0     | 27      | 10      |
| «Далькурд»               | 2011               | Дивізіон 1         | 24   | 5     | 0    | 0     | 0    | 0     | 24      | 5       |
| «Далькурд»               | 2012               | Дивізіон 1         | 24   | 6     | 0    | 0     | 0    | 0     | 24      | 6       |
| «Далькурд»               | 2013               | Дивізіон 1         | 22   | 7     | 2    | 0     | 0    | 0     | 24      | 7       |
| «Естерсунд»              | 2014               | Супереттан         | 27   | 2     | 4    | 0     | 0    | 0     | 31      | 2       |
| «Естерсунд»              | 2015               | Супереттан         | 27   | 4     | 0    | 0     | 0    | 0     | 27      | 4       |
| «Естерсунд»              | 2016               | Аллсвенскан        | 27   | 4     | 3    | 0     | 0    | 0     | 30      | 4       |
| «Естерсунд»              | 2017               | Аллсвенскан        | 26   | 6     | 0    | 0     | 14   | 3     | 40      | 9       |
| «Естерсунд»              | 2018               | Аллсвенскан        | 14   | 2     | 0    | 0     | 0    | 0     | 11      | 2       |
| Загалом за кар'єру       | Загалом за кар'єру | Загалом за кар'єру | 282  | 60    | 10   | 0     | 14   | 3     | 306     | 63      |

## Виступи за збірні
2003 року дебютував у складі юнацької збірної Швеції, взяв участь у 6 іграх на юнацькому рівні, відзначившись одним забитим голом.
2016 року дебютував в офіційних матчах у складі національної збірної Іраку.

## Титули і досягнення
- Володар Кубка Швеції (1):

«Стерсунд»: 2016–2017